# Okroška
Okroška (ruski: окрошка) je hladna juha ruskog podrijetla, koja je također popularna u Ukrajini. 
Naziv vjerojatno potječe od ruske riječi "krošit" (крошить), što znači „raspadati se u male komadiće“.
Klasična okroška je mješavina sirovog povrća (kao što su: krastavci, rotkvice i mladi luk), kuhanoga krumpira, jaja i kuhanoga mesa poput govedine, teletine, kobasica, pršuta uz dodatak kvasa, pića, koje se proizvodi od fermentiranoga crnoga ili raženoga kruha. Okroška se obično garnira s vrhnjem. Kasnije verzije koje su se pojavile u sovjetskim vremenima koristile su: kefir, ocat, mineralnu vodu, ili čak i pivo umjesto kvasa.
Sastojci se režu na kockice, a zatim se pomiješaju s kvasom prije posoluživanja. Omjer sjeckanoga povrća u odnosu na kvas, može se usporediti npr. s omjerom žitarica (müsli) u mlijeku. To omogućuje da povrće zadrži svoju teksturu. 
Okroška se uglavnom služi u ljeto, jer juha ima kombinaciju osvježavajućega okusa kvasa i lakoću salate. Uvijek se služi hladna. Ponekad se dodaju kockice leda ljeti.